# Graphania praesignis
Graphania praesignis là một loài bướm đêm trong họ Noctuidae.